# My World (álbum de Avril Lavigne)
My World é o primeiro álbum ao vivo da cantora e compositora canadense Avril Lavigne, lançado em 3 de novembro de 2003 pela Arista Records. O projeto consiste em um DVD contendo o registro em vídeo do concerto realizado em 18 de maio de 2003 na HSBC Arena — atualmente KeyBank Center —, em Buffalo, Nova Iorque, como parte da Try to Shut Me Up Tour, primeira turnê mundial de Lavigne. O repertório do concerto teve todas as faixas de Let Go, álbum de estreia da artista, dois covers ("Basket Case", da banda Green Day, e "Knockin' on Heaven's Door", do cantor Bob Dylan), bem como a canção "I Don't Give", descartada de Let Go. O DVD contém ainda outros contéudos, incluindo batidores da turnê e videoclipes. Presente em algumas edições de My World, o CD bônus contém a canção de estúdio "Why" e algumas faixas ao vivo, incluindo um cover de "Fuel", da banda Metallica.
Recebido majoritariamente com críticas mistas, o conteúdo de My World foi descrito como "razoalmente satisfatório" pelos analistas, que apontaram falhas na presença de palco da intérprete. Ademais, a voz de Lavigne foi notada como "mais profunda e rouca" em comparação às versões em estúdio das canções de Let Go. Por outro lado, o projeto alcançou resultados comerciais positivos para o formato, obtendo certificações de ouro no Japão e no Reino Unido, platina na Argentina, na Austrália, no Brasil e na França, e platina sétupla no Canadá. Segundo a Federação Internacional da Indústria Fonográfica (IFPI), My World foi o quarto álbum em formato de DVD mais vendido mundialmente em 2003.

## Antecedentes e lançamento
O álbum de estreia de Lavigne, Let Go, foi lançado em 4 de junho de 2002, e até o fim de 2003 suas vendas contabilizavam mais de 14 milhões de cópias em todo o mundo. Let Go foi promovido por três singles de sucesso, "Complicated", "Sk8er Boi" e "I'm with You", e pela primeira turnê mundial da intérprete, a Try to Shut Me Up Tour, que teve datas no Canadá, nos Estado Unidos, na Austrália e em algumas nações da Europa e da Ásia. A última data da turnê nos Estados Unidos foi em 18 de maio de 2003, com um concerto na HSBC Arena — atualmente KeyBank Center —, em Buffalo, Nova Iorque. O repertório do concerto contou com todas as faixas de Let Go, além de "I Don't Give", canção descartada de Let Go. Ademais, Lavigne interpretou "Basket Case", da banda estadunidense Green Day, e "Knockin' on Heaven's Door", do cantor estadunidense Bob Dylan. O registro em vídeo da ocasião foi lançado em formato físico, sob o título My World, em 4 de novembro de 2003 pela Arista Records.

## Recepção
| Críticas profissionais | Críticas profissionais |
| Avaliações da crítica  | Avaliações da crítica  |
| Fonte                  | Avaliação              |
| ---------------------- | ---------------------- |
| AllMovie               | [ 7 ]                  |
| Entertainment Weekly   | C+                     |

My World foi geralmente recebido com críticas mistas. Chris Willman, da revista Entertainment Weekly, menosprezou a presença de palco da intérprete, mas elogiou "[Lavigne] agindo como uma jovem real e corajosa" nos bastidores da turnê. Escrevendo para a seção musical do portal UOL, Fernando Kaida disse: "Apesar da imagem rebelde, o rock inofensivo de Lavigne é direcionado ao público adolescente comportado, que domina a plateia." Por sua vez, Holly E. Ordway, em sua resenha para a página DVD Talk, descreveu o projeto como "sólido, embora um pouco irregular" e "razoalmente satisfatório", citando como melhores momentos "Complicated" e "Sk8er Boi". Ordway notou ainda a voz de Lavigne como "significativamente mais profunda e rouca do que em suas gravações de estúdio das mesmas canções". Adam Gonshor comentou pela página andPOP que a presença de conteúdos extras em My World serve de modelo para outros artistas. Ainda assim, Gonshor finalizou: "Claro, Lavigne não tem a presença de palco que faria esse concerto valer a pena assistir para pessoas que talvez não sejam seus fãs obstinados, e claro, as cenas não são tão divertidas, mas este é o pacote completo."
Comercialmente, My World conquistou resultados positivos enquanto um álbum ao vivo. No Canadá, vendeu mais de 70 mil cópias, o que lhe rendeu a certificação de platina sétupla da Music Canada. Foi ainda certificado com um disco de platina em quatro países: na Argentina pela Cámara Argentina de Productores de Fonogramas y Videogramas (CAPIF) por 8 mil unidades, na Austrália pela Australian Recording Industry Association (ARIA) por 15 mil unidades, no Brasil pela Pro-Música Brasil por 60 mil unidades e na França pelo Syndicat National de l'Édition Phonographique (SNEP) por 20 mil unidades. Segundo a Associação Brasileira dos Produtores de Discos (ABPD) — atualmente Pro-Música Brasil —, My World foi o nono DVD mais vendido no Brasil em 2003. No Japão, o álbum recebeu um disco de ouro da Recording Industry Association of Japan (RIAJ) por 100 mil cópias, enquanto no Reino Unido alcançou o mesmo nível de certificação, equivalente a 25 mil unidades, pela British Phonographic Industry (BPI).

## Lista de faixas
| My World – DVD |                          |                              |         |  |
| N.º            | Título                   | Nota                         | Duração |  |
| 1.             | "Try to Shut Me Up Tour" | Buffalo NY concert           | 68:35   |  |
| 2.             | "Avril's Cut"            | Behind-the-scenes featurette | 38:51   |  |
| 3.             | "Outtakes"               |                              | 2:17    |  |
| 4.             | "Photo Gallery"          |                              |         |  |
| 5.             | "Music Videos"           |                              |         |  |
| Duração total: | Duração total:           | Duração total:               | 120 min |  |

| My World – CD bônus/EP digital |                                                                |                                                     |         |  |
| N.º                            | Título                                                         | Compositor(es)                                      | Duração |  |
| 1.                             | "Fuel" (ao vivo em MTV Icon; maio de 2003)                     | Kirk Hammett James Hetfield Lars Ulrich             | 3:36    |  |
| 2.                             | "Basketcase" (ao vivo em Dublin; março de 2003)                | Billie Joe Armstrong Frank Wright Michael Pritchard | 3:04    |  |
| 3.                             | "Unwanted" (ao vivo em Dublin; março de 2003)                  | Lavigne Magness                                     | 4:20    |  |
| 4.                             | "Sk8er Boi" (ao vivo em Dublin; março de 2003)                 | Lavigne Christy Edwards Spock                       | 4:10    |  |
| 5.                             | "Knockin' on Heaven's Door" (ao vivo em Buffalo; maio de 2003) | Dylan                                               | 3:08    |  |
| 6.                             | "Why"                                                          | Lavigne Zizzo                                       | 3:59    |  |
| Duração total:                 | Duração total:                                                 | Duração total:                                      | 22:17   |  |

## Paradas musicais
| Parada musical (2003)               | Melhor posição |
| ----------------------------------- | -------------- |
| Alemanha (GfK Entertainment Charts) | 46             |
| Grécia (IFPI Grécia)                | 19             |
| Itália (FIMI)                       | 69             |
| Países Baixos (Dutch Charts)        | 30             |
| Portugal (AFP)                      | 23             |
| Suíça (Schweizer Hitparade)         | 84             |

| Parada musical (2003)          | Posição |
| ------------------------------ | ------- |
| Brasil (20 DVDs mais vendidos) | 9       |

## Certificações
| Região                                                                                             | Certificação | Vendas   |
| -------------------------------------------------------------------------------------------------- | ------------ | -------- |
| Argentina (CAPIF)                                                                                  | Platina      | 8 000^   |
| Austrália (ARIA)                                                                                   | Platina      | 15 000^  |
| Brasil (Pro-Música Brasil)                                                                         | Platina      | 60 000*  |
| Canadá (Music Canada)                                                                              | 7× Platina   | 70 000^  |
| França (SNEP)                                                                                      | Platina      | 20 000*  |
| Japão (RIAJ)                                                                                       | Ouro         | 100 000^ |
| Reino Unido (BPI)                                                                                  | Ouro         | 25 000*  |
| *números de vendas baseados somente na certificação ^distribuições baseadas apenas na certificação |              |          |